# Alberte Vingum
Alberte Vingum (14 november 2004) is een voetbalspeelster uit Denemarken. Ze speelt als doelverdediger voor HB Køge in de Elitedivisionen.

## Clubcarrière
Vingum kwam in haar jeugdjaren uit voor de lokale voetbalclub TPI Fodbold. Later voegde ze zich in de jeugdopleiding van Odense Q, maar een overstap naar het eerste elftal bleef uit. In september 2021 tekende Vingum een contract bij regerend Deens landskampioen HB Køge. Hier was ze in haar debuutseizoen tweede keepster achter de Amerikaanse Kaylan Marckese. Op 29 mei 2022 maakte Vingum haar debuut voor het eerste elftal van de club in de Elitedivisionen in een playoff-wedstrijd tegen FC Thy-Thisted Q die met 5-2 gewonnen werd.

## Statistieken
| Seizoen | Club    | Land       | Competitie      | Wedstrijden | Doelpunten |
| ------- | ------- | ---------- | --------------- | ----------- | ---------- |
| 2021/22 | HB Køge | Denemarken | Elitedivisionen | 1           | 0          |
| 2022/23 | HB Køge | Denemarken | Elitedivisionen | 11          | 9          |
| 2023/24 | HB Køge | Denemarken | Elitedivisionen | 24          | 0          |
| 2024/25 | HB Køge | Denemarken | Elitedivisionen | 12          | 0          |
| Totaal  | Totaal  | Totaal     | Totaal          | 48          | 0          |

Laatste update: 3 april 2025

## Interlandcarrière
Vingum werd op 31 mei 2022, de dag na haar debuut voor HB Køge, voor het eerst geselecteerd voor het Deense nationale team voor een vriendschappelijke wedstrijd tegen Oostenrijk in Wiener Neustadt als derde keepster. Op 25 oktober 2024 maakte Vingum haar debuut door in de 46ste minuut in te vallen voor Maja Bay Østergaard in een vriendschappelijke wedstrijd tegen Zuid-Afrika.